# Asplenium pekinense
Asplenium pekinense är en svartbräkenväxtart som beskrevs av Henry Fletcher Hance. Asplenium pekinense ingår i släktet Asplenium och familjen Aspleniaceae. Inga underarter finns listade.